# المركز الوطني الإسباني لأبحاث السرطان
المركز الوطني الإسباني لأبحاث السرطان (CNIO) هو مؤسسة عامة إسبانية مخصصة لأبحاث السرطان وتشخيصه وعلاجه. أصبحت إدارة المركز شاغرة بعد إقالة مديرتها السابقة، ماريا بلاسكو مارويندا، في يناير 2025، مع تولي فرناندو بيلايز بيريز منصب المدير المؤقت منذ ذلك الحين. يقع مقرها الرئيسي في حرم تشامارتين التابع لمعهد كارلوس الثالث الصحي في مدريد. وتتم إدارة الدولة من خلال مؤسسة تم إنشاؤها لهذا الغرض.
يتعاون المركز الوطني لمعلومات الرعاية الصحية بشكل وثيق مع المجتمع الطبي من خلال التعاون مع المستشفيات في النظام الصحي الوطني. في عام 2009، أنشأ برنامج الأبحاث السريرية، بهدف تسريع العمليات التي تحول المعرفة العلمية إلى فوائد للمرضى. خلال هذه الفترة، لعبت أنشطة البرنامج دوراً أساسياً في دراسة العلاجات الفعالة سرطان البنكرياس المتقدم. ويتم تحقيق تقدم أيضًا في الوقاية من سرطان البروستاتا، وتجري تجارب سريرية باستخدام أدوية جديدة لعلاج سرطان الثدي، من بين أمور أخرى.
وتشمل الأنشطة الأخرى المرتبطة بالمستشفى تلك التي تنفذها وحدة التشخيص الجزيئي، والتي تقدم تشخيصات جزيئية عالية الجودة لا يتم إجراؤها بشكل روتيني في المستشفيات؛ بنك حيوي، يوفر إمكانية الوصول إلى العينات البيولوجية البشرية والمعلومات المرتبطة بها من خلال منصة البنك الحيوي الوطني؛ أو وحدة السرطان العائلية السريرية، التي تركز على الاستشارة الوراثية والمراقبة السريرية للمرضى والأسر الأكثر عرضة للإصابة بالسرطان.
في عام 2012، منحتها الحكومة الإسبانية الاعتماد كمركز سيفيرو أوتشوا للتميز، الذي يعترف بالبحوث العلمية رفيعة المستوى ويكافئها ويشجعها على المستوى الدولي. وقد تم تجديد هذا الاعتماد، الذي كان صالحًا لمدة أربع سنوات، حتى تاريخه. يرأس المركز الوطني لمعلومات المراكز والوحدات حاليًا تحالف SOMMa، الذي يوحد جميع المراكز والوحدات التي تحمل هذا الاعتماد.

## خلفية تاريخية
تأسس المركز في 9 مارس 1998، وهو تابع لمعهد كارلوس الثالث الصحي، التابع لوزارة الصحة.
في عام 2011، اعترفت وزارة العلوم والابتكار التابعة لحكومة إسبانيا بجودة الموارد العلمية والبشرية والبرامج التابعة للمركز الوطني لعلوم الابتكار من خلال منحه جائزة مركز سيفيرو أوتشوا للتميز، مما يجعله أحد أبرز مراكز الأبحاث الإسبانية في العالم. وقد تم تجديد هذا الاعتراف في أكتوبر 2015 وسيظل ساري المفعول حتى عام 2019.
يمتد مقرها الرئيسي على مساحة 32 ألف متر مربع، ويضم مختبرات الأبحاث ومنصات التكنولوجيا المتطورة. وتشمل هذه المرافق أكبر منشأة لأبحاث الحيوانات وأكثرها تقدماً في أوروبا، فضلاً عن منصة اكتشاف الأدوية الفريدة من نوعها في القطاع العام.

## الخطة البحثية
يعد المركز الوطني لأبحاث السرطان (CNIO) أحد مراكز أبحاث السرطان الأوروبية القليلة التي تدمج الموارد المخصصة للبحث الأساسي والانتقالي (أي التطبيقي على التشخيص واكتشاف الأدوية والنهج السريرية). يضم المركز الوطني لأبحاث الأورام 49 مجموعة ووحدة يقودها باحثون رئيسيون مشهورون دوليًا، مقسمة إلى ثلاثة برامج بحثية أساسية (علم الأورام الجزيئي، وعلم الأحياء البنيوي والحوسبة الحيوية، وعلم أحياء الخلايا السرطانية) وبرنامجين بحثيين انتقاليين (علم الوراثة السرطانية البشرية والبحث السريري). كما يوجد بها منطقة ابتكار تشمل: برنامج التكنولوجيا الحيوية الذي يقدم خدمات الدعم العلمي والتكنولوجي الأكثر تقدمًا لبقية البرامج، وبرنامج العلاجات التجريبية التي تركز على تطوير الأدوية، ومكتب نقل التكنولوجيا وتثمينها.
يقوم المركز بتجديد محفظته من خطوط البحث والاهتمامات بشكل مستمر. في عام 2015، تم دمج مجموعتين جديدتين تعملان في مجال النقائل: مجموعة البيئة الدقيقة والنقائل ومجموعة نقائل الدماغ. أما فيما يتعلق ببرنامج الأبحاث السريرية، فبالإضافة إلى الوحدات التي يمتلكها في المركز نفسه، فقد توسع بشكل كبير خلال السنوات الثلاث الماضية من خلال اتفاقيات مع المستشفيات العامة والخاصة. في عام 2013، أنشأ المركز الوطني لأبحاث الأورام وحدة التجارب السريرية للأطفال بالتعاون مع مستشفى نينو جيسوس، وفي عام 2014، أنشأ نوعًا جديدًا من وحدات الأبحاث السريرية بقيادة أطباء الأورام من مستشفى 12 أكتوبر: وحدة سرطان الرئة ووحدة الأورام الدموية. مع هاتين الإضافتين الأخيرتين، أصبح برنامج الأبحاث السريرية التابع لـ CNIO يغطي دراسة الأورام الأكثر انتشارًا في إسبانيا: سرطان القولون والمستقيم، وسرطان الدم، وسرطان الثدي، وسرطان البروستاتا، وسرطان الرئة.

## التحول التكنولوجي
في عام 2012، أنشأ المركز الوطني لتكنولوجيا المعلومات مكتب نقل وتثمين التكنولوجيا لترجمة نتائج أبحاثه إلى منتجات وخدمات تفيد المرضى. أحد المجالات الرئيسية التي يركز عليها المكتب هو برنامج العلاجات التجريبية، وهي وحدة اكتشاف الأدوية التي تتمثل مهمتها في تحديد العوامل العلاجية الجديدة لعلاج السرطان. وباستخدام نماذج الفئران للأورام البشرية، وصل البرنامج إلى مرحلة إثبات المفهوم قبل السريرية للعديد من المركبات، والتي أثبتت فعاليتها ضد العناصر الأساسية لعملية الورم. وقد تم ترخيص بعض هذه الأدوية المرشحة لشركات الأدوية أو التكنولوجيا الحيوية متعددة الجنسيات لاستكمال عملية تطوير الدواء. ومن الأمثلة على ذلك توقيع اتفاقية مع شركة ميرك سيرونو المتعددة الجنسيات في عام 2013 لتطوير أول الأدوية التجريبية التي يتم إنتاجها في المركز.

### البنوك الحيوية
في عام 2023، ضم بنك CNIO الحيوي عينات من أكثر من 8500 متبرع بأورام الغدد الليمفاوية، والأورام النسائية والجهاز الهضمي، وسرطانات الثدي، والحالات غير الورمية، ومزارع الجلد الأولية. ويحتوي المجموع الكلي على ما يزيد عن 36 ألف عينة من الأنسجة. وهي تنتمي إلى المنصة الوطنية للبنوك الحيوية والنماذج الحيوية لمعهد كارلوس الثالث للصحة (ISCIII)، حيث تضم المنطقة 57 بنكًا حيويًا، بتنسيق من إيفا أورتيجا باينو. كما أن بنك CNIO الحيوي مسؤول أيضًا عن إدارة العقدة الوطنية في البنية التحتية للبنك الحيوي الأوروبي (BBMRI-ERIC)، وهي واحدة من أكبر البنى التحتية من هذا النوع في العالم. يضم BBMRI-ERIC أكثر من 700 بنك حيوي تعمل بطريقة متكاملة، مما يسهل على المجتمع العلمي الدولي الوصول إلى المعلومات السريرية والعينات البيولوجية.

## أصدقاء CNIO
في نهاية عام 2014، أطلقت ماريا بلاسكو منصة "أصدقاء CNIO" أو أصدقاء المركز الوطني الإسباني لأبحاث السرطان، وهي طريقة خيرية جديدة تستهدف الجمعيات والشركات والمواطنين الذين يدركون الحاجة إلى دعم الأبحاث في مجال السرطان.
وبعد مرور عام واحد فقط، في يناير/كانون الثاني 2016، مكّن دعم المانحين من إطلاق برنامج "أصدقاء CNIO" الجديد لعقود ما بعد الدكتوراه، والذي يهدف إلى توظيف باحثين اثنين في مرحلة ما بعد الدكتوراه لمدة عامين.

## الأبحاث والمنشورات
11 سبتمبر 2013. نشرت مجلة نيتشر نتائج إعادة برمجة الخلايا البالغة في الجسم الحي لإنتاج الأورام المسخية وتحفيز الخلايا الجذعية ذات الخصائص متعددة القدرات.
16 أغسطس 2007. نشرت مجلة نيتشر نتائج دراسة أجريت في مختبر الدكتور ماريانو بارباسيد، رئيس مجموعة الأورام التجريبية في CNIO، حيث أظهروا أن بروتين كيناز المعتمد على السيكلين والمعروف باسم Cdk1 كافٍ لتنفيذ وإكمال جميع مراحل دورة الخلية في الكائنات الحية العليا.
19 يوليو 2007. نشرت مجلة نيتشر نتائج دراسة نسقها الدكتور مانويل سيرانو ماروجان، رئيس مجموعة قمع الأورام في CNIO آنذاك، بالتعاون مع الدكتورة ماريا أنطونيا بلاسكو مارهويندا والدكتور خوسيه فينيا ريبيس، من جامعة فالنسيا، والتي تكشف عن وجود علاقة بين الآليات التي تمنح الحماية ضد السرطان والشيخوخة.
5 يونيو 2007. نشرت مجلة نيتشر جينوم سرطان الدم الليمفاوي المزمن، وهو عمل متعدد التخصصات ضمن مشروع جينوم السرطان الذي تعاون فيه المركز الوطني لأبحاث السرطان، إلى جانب العديد من المؤسسات الأخرى.